# Augustus 1938
| Deze maand |
| --- |
| - Bemiddelingspoging Runciman in Tsjechië - Zware gevechten China-Japan - Paraguay en Bolivia sluiten vredesverdrag |

De volgende gebeurtenissen speelden zich af in augustus 1938. 
- 2 - In Venezuela treedt een nieuwe regering aan.
- 2 - De Hongaarse Nationaalsocialistische Partij en de Hongaristische Beweging der Hongaarse Nationaalsocialisten fuseren tot de Hongaarse Nationaalsocialistische Partij - Hongaristische Beweging.
- 3[1] - De opstand in Kreta onder leiding van Kyriakos Mitsotakis wordt neergeslagen.
- 4 - Nadat Egypte heeft geklaagd dat de kosten de schattingen ver te boven gingen, wordt overeengekomen dat het Verenigd Koninkrijk een groter aandeel neemt in de kosten van de stationering van Britse troepen in Egypte.
- 5[1] - De Republikeinen in Spanje besluiten een grote aanval op Gandesa. De stad is niet veroverd, maar de aanval heeft er wel voor gezorgd dat de Republikeinen in andere gebieden verlichting hebben gekregen.
- 5 - Italië staakt het toeristenverkeer naar Frankrijk.
- 6[1] - De Japanners bombarderen Hankou.
- 6 - In Italië wordt het racistische tijdschrift Diffesa della Razza opgericht.
- 7 - In Nederland wordt het embargo op uitvoer van goud opgeheven. Het land keert echter niet terug naar de goudstandaard.
- 7 - De Duitse Petrus- en Pauluskerk in Moskou, de laatste Protestantse kerk in de stad, wordt door de autoriteiten gesloten.
- 8[1] - De Tollensprijs wordt toegekend aan Herman de Man.
- 8 - Alle particuliere (voornamelijk katholieke) scholen in het voormalige Oostenrijk zullen in de loop der tijd gesloten worden.
- 10[1] - Vanaf 1 oktober worden in Duitsland alle approbaties voor Joodse artsen ingetrokken. Op individuele basis kunnen uitzonderingen worden verleend, doch alleen voor de behandeling van Joodse patiënten.
- 11 - Bolivia en Paraguay ratificeren het Chacoverdrag dat het einde van de Chaco-oorlog regelt.
- 11 - In het Japans-Russische conflict rond Tsjangkoefeng wordt een wapenstilstand van kracht.
- 11 - De F.W. 200 Condor vliegt in een recordtijd van 24 uur en 54 minuten van Berlijn naar New York.
- 14 - De Queen Mary herovert de Blauwe wimpel met een oversteek van de Atlantische Oceaan in 3 dagen 21 uur 48 minuten van Oost naar West en 3d20h42m van West naar Oost.
- 14 - De F.W. 200 keert terug in Berlijn na een vlucht van 19 uur 55 minuten, en voltooit daarmee de eerste retourvlucht Berlijn-New York.
- 15 - In Duitsland worden opvallend grote legeroefeningen begonnen, de grootste sinds de Eerste Wereldoorlog.
- 18 - Grote groepen Oostenrijkse Joden vluchten naar Zwitserland. Het land acht de toestroom van vluchtelingen te groot, en meldt dat deze vluchtelingen zo snel mogelijk naar andere landen moeten doorreizen, terwijl verdere vluchtelingen terug naar Duitsland zullen worden gestuurd.
- 19[1] - In Ecuador wordt een nieuwe regering gevormd onder leiding van president Manuel María Borrero.
- 20 - Na oponthoud geeft Franco zijn antwoord op het verzoek de buitenlandse vrijwilligers van beide zijden te laten vertrekken in de Spaanse Burgeroorlog. Hij stemt hierin toe, echter onder voorwaarden die voor het Verenigd Koninkrijk vermoedelijk onaanvaardbaar zijn.
- 20 - De Franse premier Édouard Daladier stelt in een toespraak dat van een 40-urige werkweek voorlopig geen sprake zal zijn. Twee socialistische ministers stappen op, omdat zij in deze toespraak niet gekend zijn, en worden vervangen door partijgenoten.
- 20 - De Italiaanse minister van buitenlandse zaken Galeazzo Ciano ontkent dat Italië oorlogsmaterieel naar Spanje zou zenden.
- 22 - In Hebron wordt na aanvallen van opstandelingen de staat van beleg afgekondigd.
- 23[1] - In Bolivia wordt een nieuwe regering gevormd.
- 24[1] - Duitse Joden mogen in het vervolg enkel nog 'typisch Joodse' voornamen dragen. Zij die andere voornamen hebben, moeten die voor 1 januari wijzigen in Israël of Sara. Duitsers mogen slechts Duitse of ingeburgerde namen dragen, tenzij er een speciale reden voor uitzondering is.
- 25 - De Japanners veroveren Jioetsjiang.
- 27 - Na opmerkingen van diplomaat Walter Runciman dat Sudeten-Duitsers van hun 'zelfverdediginsgrecht' gebruik mogen maken, die slecht vallen in de democratische landen, wordt Neville Henderson, de Britse ambassadeur in Berlijn, teruggeroepen naar Londen.
- 27 - De Republikeins-Spaanse torpedojager José Luiz Diez levert strijd met Nationalistische schepen in de Straat van Gibraltar.
- 27 - Alle Fransen in het Italiaanse deel van het dal van Châtillon dienen binnen 1 maand het land te verlaten.
- 30 - De regering van Tsjechoslowakije heeft een plan het land te verdelen in 25 kantons, die de traditionele verdeling in Bohemen, Moravië, Slowakije en Karpato-Roethenië zal vervangen. De hoop is hiermee de spanningen met minderheidsgroepen, in het bijzonder de Sudeten-Duitsers, te verminderen.
- 30 - De KLM start een luchtverbinding tussen Batavia en Saigon.
- 31[1] - In diverse steden in Polen wordt geprotesteerd tegen de behandeling van Polen in Danzig.

en verder:
- De Britse diplomaat Walter Runciman probeert te bemiddelen tussen de Tsjechoslowaakse regering en de Sudetenduitsers. Hij kan de partijen niet dichter bij elkaar brengen.
- De British Library voltooit de restauratie van de Codex Sinaiticus.

<< · januari · februari · maart · april · mei · juni · juli · augustus · september · oktober · november · december · >>